# Cisna (gmina)
Cisna – gmina wiejska w województwie podkarpackim, w powiecie leskim. W latach 1975–1998 gmina położona była w województwie krośnieńskim. Gmina Cisna jest najmniej ludną gminą wiejską w woj. podkarpackim. Graniczy ze Słowacją.
Siedziba gminy to Cisna.
Według danych z 30 czerwca 2004 gminę zamieszkiwało 1665 osób. Natomiast według danych z 31 grudnia 2017 roku gminę zamieszkiwało 1749 osób.

## Struktura powierzchni
Według danych z roku 2002 gmina Cisna ma obszar 286,89 km², w tym:
- użytki rolne: 5%
- użytki leśne: 87%

Gmina stanowi 34,36% powierzchni powiatu.
Gmina Cisna obejmuje środkową część Bieszczadów. W jej południowej części położone jest pasmo graniczne. W części północno-zachodniej obejmuje południowo-wschodnie fragmenty pasm Wysokiego Działu oraz Łopiennika, natomiast w części północno-wschodniej obejmuje południowe stoki Połoniny Wetlińskiej, która jest największym górotworem na obszarze gminy. Granica gminy biegnie wzdłuż głównego grzbietu połoniny.
44% powierzchni gminy (126,4 km²) obejmuje dorzecze Solinki, a 56% (160,6 km²) dorzecze Wetliny. Główną rzeką jest Solinka, o długości na obszarze gminy 27 km, a najdłuższą jest Wetlina (32,3 km na obszarze gminy).

## Historia

### 1934–1939
Gmina zbiorowa Cisna została utworzona 1 sierpnia 1934 w powiecie leskim w województwie lwowskim z dotychczasowych jednostkowych gmin wiejskich: Buk, Cisna, Dołżyca, Habkowce, Jaworzec, Kalnica ad Cisna, Krywe ad Cisna, Liszna, Łopienka, Łuh, Przysłup, Smerek, Wetlina, Zawój  i Żubracze. Gminy te przekształcono 17 września 1934 w 15 gromad (sołectw) gminy Cisna.

### 1939–1944
Po wybuchu II wojny światowej i agresji ZSRR na Polskę granica niemiecko-sowiecka przedzieliła powiat leski wzdłuż Sanu. Cała gmina Cisna została zajęta przez Niemców, wchodząc w skład Landkreis Sanok dystryktu krakowskiego Generalnego Gubernatorstwa. Liczba mieszkańców gminy w 1943 roku wynosiła 6674: 353 w Buku, 491 w Cisnej, 394 w Dołżycy, 186 w Habkowcach, 622 w Jaworcu, 331 w Kalnicy, 285 w Krywem, 328 w Lisznej, 376 w Łopience, 212 w Łuhu, 241 w Przysłupie, 869 w Smereku, 1057 w Wetlinie, 284 w Zawoju i 299 w Żubraczem.

### 1944–1954
Po wojnie gmina znalazła się ponownie w Polsce, w reaktywowanym powiecie leskim. 18 sierpnia 1945 gmina weszła w skład nowego województwa rzeszowskiego.
Według stanu z dnia 1 lipca 1952 gmina składała się nadal z 11 gromad: Buk, Cisna, Dołżyca, Habkowce, Jaworzec, Kalnica ad Cisna, Krywe ad Cisna, Liszna, Łopienka, Łuh, Przysłup, Smerek, Wetlina, Zawój  i Żubracze. W 1953 roku utworzona szesnastą gromadę Strubowiska z części gromady Kalnica ad Cisna.
Gmina została zniesiona 29 września 1954  wraz z reformą wprowadzającą gromady w miejsce gmin. Jej obszar wszedł w całości w skład nowej gromady Cisna, którą zasilono także o sołectwo Solinka ze zniesionej gminy Wola Michowa, przez co był to rzadki przypadek utworzenia gromady większej niż gmina.

### Od 1973
Gminę Cisna reaktywowano 1 stycznia 1973 w powiecie bieszczadzkim w woj. rzeszowskim w związku z kolejną reformą administracyjną. Gmina objęła:
- 7 sołectw: Cisna, Kalnica, Liszna, Przysłup, Smerek, Wetlina i Żubracze,
- 11 obrębów ewidencyjnych: Buk, Dołżyca,  Habkowce, Jaworzec, Krzywe, Łopienka, Ług, Roztoki Górne, Solinka, Strzebowiska i Zawój;

Nowa gmina Cisna objęła obszar większy niż w odsłonie sprzed 1954 roku, ponieważ w jej skład weszła część niereaktywowanej gminy Wola Michowa (Solinka i Roztoki Górne).
W latach 1975–1998 (od 1 czerwca 1975) gmina położona była w województwie krośnieńskim.
Od 1 stycznia 1999 w nowym w województwie podkarpackim i powiecie bieszczadzkim z siedzibą w Ustrzykach Dolnych.
1 stycznia 2002 gmina weszła w skład (wydzielonego z powiatu bieszczadzkiego) powiatu leskiego.

## Demografia

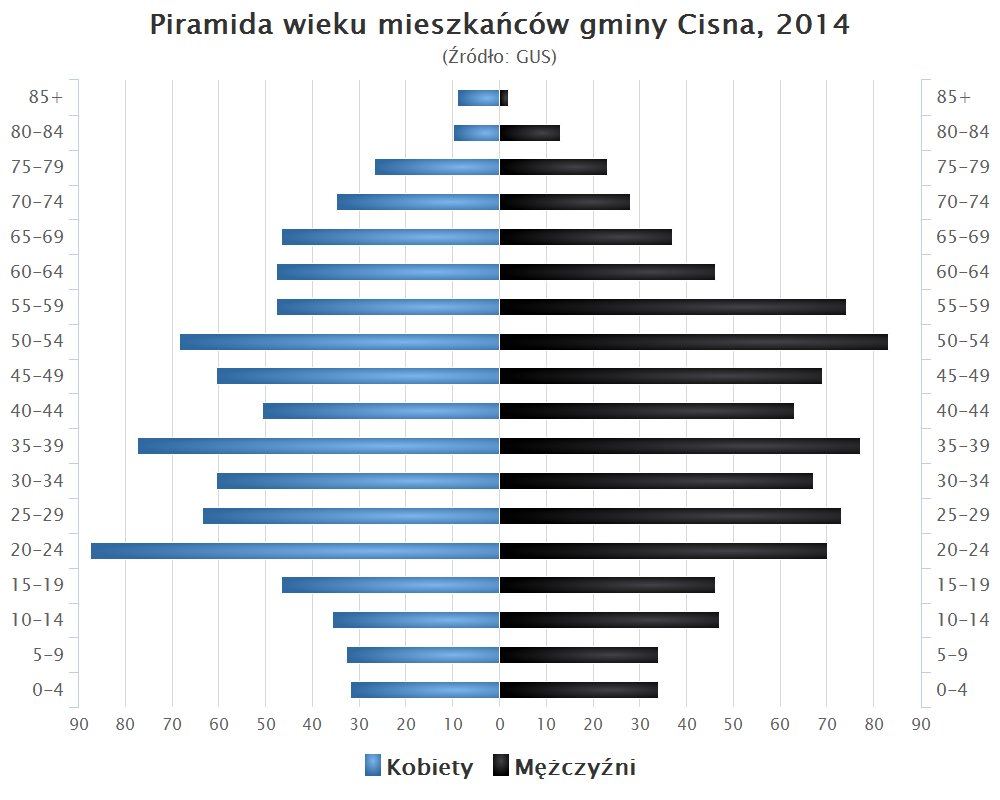
Piramida wieku mieszkańców gminy Cisna w 2014 roku

Dane z 31 grudnia 2017 roku:
| Opis                              | Ogółem | Ogółem | Kobiety | Kobiety | Mężczyźni | Mężczyźni |
| --------------------------------- | ------ | ------ | ------- | ------- | --------- | --------- |
| jednostka                         | osób   | %      | osób    | %       | osób      | %         |
| populacja                         | 1 749  | 100    | 883     | 50,5    | 866       | 49,5      |
| gęstość zaludnienia (mieszk./km²) | 6      | 6      | 3,5     | 3,5     | 2,5       | 2,5       |

## Sołectwa
Cisna, Kalnica, Przysłup, Smerek, Strzebowiska, Wetlina, Żubracze

## Sąsiednie gminy
Baligród, Czarna, Komańcza, Lutowiska, Solina, od południa słowacki kraj preszowski